# Copy Cut
Copy Cut est une série télévisée d'animation 2D française en 52 épisodes de 11 minutes, créée par Dao Nguyen et Ludivine Marques-Verissimo, produite par Normaal, diffusée entre le 23 mai 2014 et le 15 juillet 2015 sur dans l'émission Cartoon+ sur Canal+ Family et Canal+. Elle a été rediffusée sur Télétoon+ depuis le 19 octobre 2015 puis dans l'émission C8 Cartoon sur C8 entre le 31 janvier 2017 et le 27 août 2017.

## Synopsis
La série se focalise sur trois protagonistes, Ari, Yuyu, et Mac, des adolescents qui ont été sélectionnés pour un concours de cosplay à Tokyo. Pour y aller, ils pourront compter sur Babouz, la grand-mère déjantée de Mac, et son van un brin poussiéreux mais toujours aussi dynamique ; Puk, un enfant hyperactif de 9 ans et doté d'un don pour la danse, qui les rejoints juste avant de partir ; et Ratator, un rat de compagnie qui vivait seul dans le van et que Mac a adopté. Les Copy Cut sont nés ! C'est le début d'un grand voyage à travers le monde, dont le seul moyen de résolution sera très souvent le cosplay, et qui offre aux téléspectateurs des références plus ou moins subtiles à chaque épisode, en modifiant généralement les noms des œuvres et des personnages "cosplayés". De Scooby-Doo à Prince of Persia, sans oublier Mario Kart, tout est bon pour du cosplay.

## Épisodes
1. Scoop bidon
2. Mariol kart
3. Shaolin sucker
4. La vérité est à l'heure
5. Y a un début à trou
6. Trompsformers
7. Honey yuyu
8. Highway to elles
9. L'école des sorciers
10. Air foot one
11. C'est parti Monkey Ki
12. It's Zombi World
13. Anti Petank Man
14. Neverglande
15. Tetrist
16. Radioman
17. Saturday Night Fever
18. Star Mars
19. Pokermon
20. Bimbo le hoquet
21. Avatrotar
22. Blagon drôle
23. Les chevaliers de l'horoscope
24. Volte-fesse
25. Dark Is Back
26. Demonboy
27. Incaca nerveux
28. Twailettes
29. Départ pour le futur
30. Donjons & dragouille
31. Jurabrick Park
32. El Catcho
33. Terminacker
34. Woodsteack
35. Les 4 planches plastique
36. Avenge Hair
37. Une Piece & Love
38. A l'aide
39. Star Truk
40. Le lycée des cœurs maqués
41. Ecosse Play
42. La lézende de Zeldroi
43. Prince Catastre of Persia
44. Cosreplay
45. Dohut City
46. La guerre des vans
47. Copy toon
48. Bob la plonge
49. Geek Me Love
50. Sumo Story
51. Les tordus ninja
52. Y a une fin à trou !

## Emission
- : Cartoon+, téléTOON+, Télétoon
- : Rai Gulp, Disney Channel (Italie)
- : Cartoon Network (Espagne), Nick (Espagne)
- : Boomerang (Argentina)
- : Toon Disney, Boing (Afrique)
- : Nickelodeon,  Nickelodeon Teen